# Святск (дворцово-парковый комплекс)
Святск (Святский дворец, дворец Воловичей) — дворец в одноимённом селении близ Гродно, построен шляхтичами из рода Воловичей в конце XVIII века. Святский дворец нередко называется в СМИ «белорусским Версалем». Масштаб, архитектурная композиция и барочные элементы комплекса сближают его с другими дворцами Европы, известными в массовой культуре под таким именем: «польским Версалем» магнатов Браницких и «венгерским Версалем» князей Эстерхази.
Комплекс включает в себя главный дворец с боковыми флигелями, часовню и хозпостройки. Вокруг разбит парк, имеющий систему водоёмов.

## История

### Род Воловичей

Герб Воловичей «Богория» с графской короной.

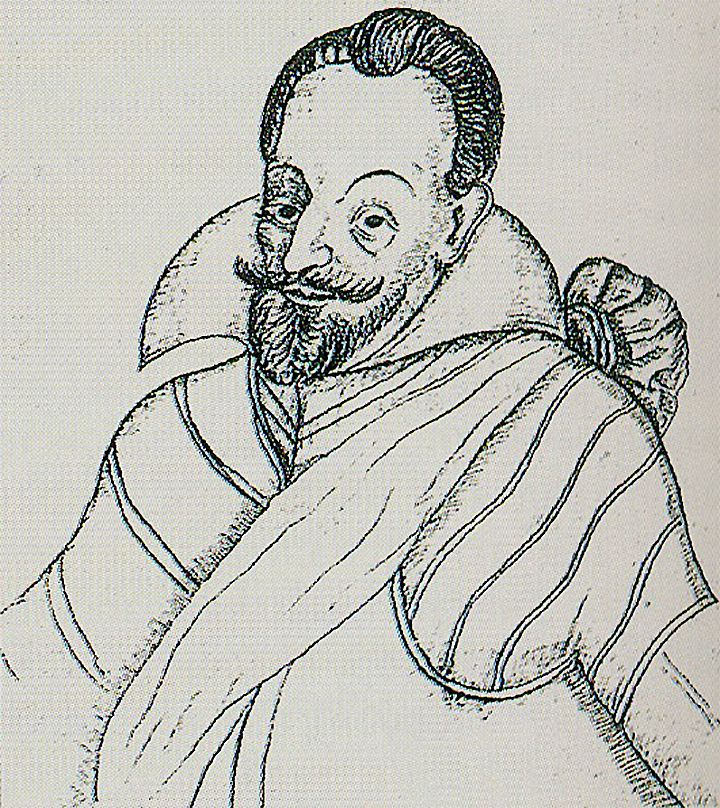
Остафей Волович. Канцлер ВКЛ, один из самых известных представителей рода.

Комплекс дворца возведён в качестве родовой резиденции Воловичей. Панский род Воловичей был издавна известен на Гродненщине и, по всей видимости, происходил от местного, славянского предка, которым считается Грынька Волович. Первые Воловичи носили характерные для русинов имена и были православными. Род входил в число магнатерии Великого княжества Литовского, имел представителей, занимавших высшие светские и духовные посты государства, в частности: канцлера великого литовского, великого маршалка и виленского епископа. Воловичи были породнены с другими влиятельными родами ВКЛ, к примеру, Текля Анна Волович приходилась прабабкой богатейшему магнату Речи Посполитой Михаилу Радзивиллу Рыбоньке. В XVIII веке значение рода несколько уменьшилось, однако гродненский маршалок Юзеф Волович имел достаточные ресурсы для начала строительства фамильной резиденции.

### Святская резиденция
На протяжении веков Воловичи являлись хозяевами различных резиденций, среди прочих владели дворцами в Гродно. Остафею Воловичу, предположительно, принадлежал дворец, известный как дворец Огинских на гродненском Подоле. Павел Волович возвёл дворец в Павловичах (теперь на территории Польши), который называют «старейшим двором Подляшья». Однако именно Святский дворец стал наиболее крупной резиденцией магнатов.
Земли Святска, видимо, находились во владении Воловичей ещё в XVI веке. Однако позднее имение было разделено на множество частей. Гродненский маршалок Юзеф Волович, во второй половине XVIII века, вновь соединил разрозненные участки и передал их в наследство сыну Антонию, который докупил ещё несколько соседних имений. Так образовалось имение Большой Святск, где и появилась родовая резиденция графской линии Воловичей.
Предположительно, дворец в Святске построен по проекту итальянского архитектора Джузеппе де Сакко. Зодчий обладал титулом королевского архитектора и являлся одним из самых заметных мастеров переходного стиля барокко и классицизма на землях ВКЛ. Стиль Сакко имеет свои характерные особенности, что позволяет называть его «сакковским классицизмом».

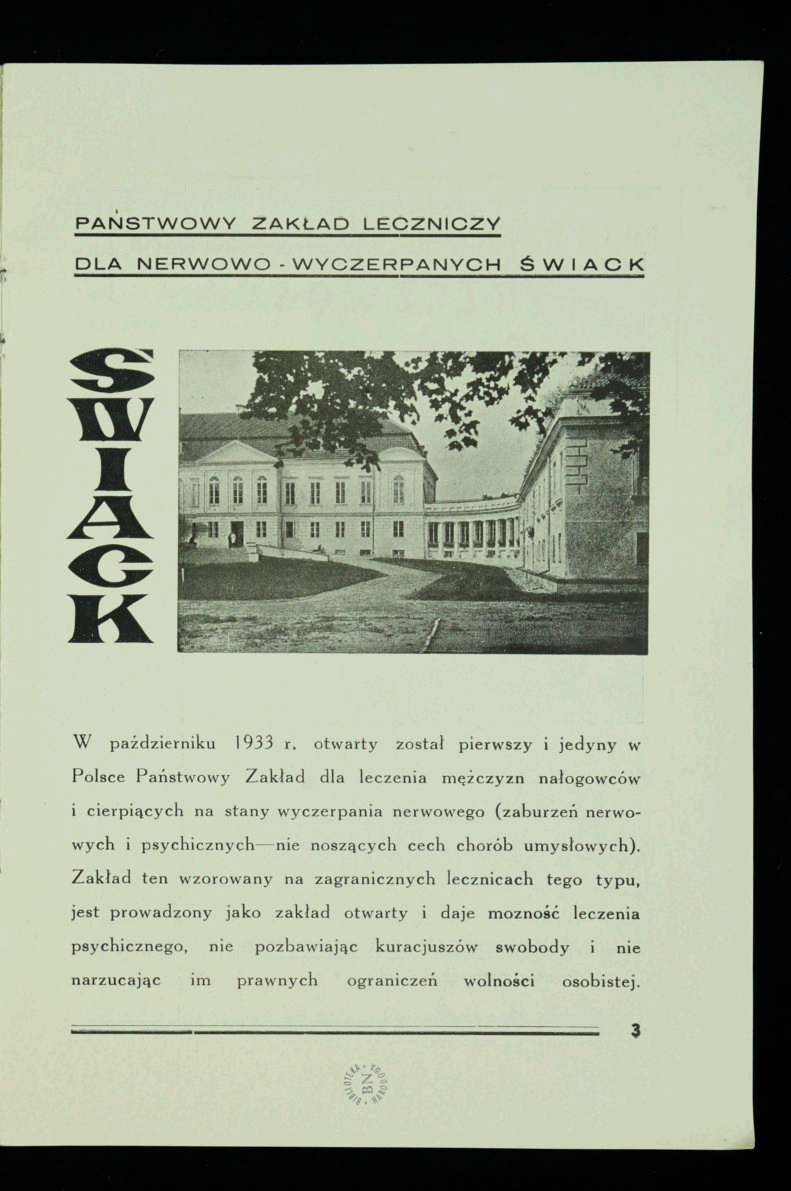
Польская рекламная брошюра 30-х годов, представляющая лечебницу для «нервно-исчерпаных» в Святске.

Датой начала строительства считается 1779 год. Строительство якобы началось при гродненском маршалке Юзефе Воловиче, хотя он скончался как раз в этом году. Основные строительные работы проходили между 1779 и 1810 годами и финансировались Антонием Воловичем, сыном Юзефа, сенатором Речи Посполитой, получившем титул прусского графа, который позднее был подтверждён в Российской империи. Затем дворец принадлежал белостокскому губернатору Иоахиму Юзефу Воловичу, сыну Антония, а после Иоахима хозяином резиденции стал его сын Михаил. Существуют легенда о том, что некий Волович (вероятно, Михаил) проиграл дворец на бильярде помещику Гурскому, хозяину близлежащего имения Радзивилки. Однако публикации авторитетных исследователей, в частности, польского историка архитектуры Романа Афтанази, не подтверждают эту версию. Согласно Афтанази, дочь Михаила Воловича Ядвига стала женой графа Юзефа Менчиньского. В конце XIX века Менчинский продал родовые владения Воловичей еврейским купцам из Меречи, которые перепродали Свяцк Гумницким. Эти собственники разделили земли когда-то большой усадьбы. Дворец начал ветшать и подвергся разграблению. Комплекс сильно пострадал во время Первой мировой войны.
В 1920-х годах часть имения с дворцово-парковым ансамблем была продана Гумницкими министерству здравоохранения Польши. В 1930—1933 годах здесь проводились реставрационные работы. Одним из инициаторов реставрации был директор гродненского музея Юзеф Иодковскийй. Работами руководил профессор Оскар Сосновский. После реставрации во дворце открыли санаторий для психически больных и наркозависимых.
В советское время в бывшей резиденции Воловичей помещался госпиталь, а с 1992 по 2007 годы базировался центр медицинской реабилитации для больных туберкулезом. В 2009 году комплекс был передан ОАО «Санаторий Озерный», после чего здание дворца ещё долгое время было законсервировано.
В 2017 году начались реставрационные работы. Полностью окончить строительно-реставрационные работы во дворце планируют в 2025 году.
Согласно плану, в левом флигеле должна разместиться гостиница в стиле XIX века, в левой галерее будет работать ресторан, а в сохранившейся старинной части корпуса — мини-пивоварня. В правой галерее должен быть зимний сад и рекреационная зона. В хозкорпусе планировалось воссоздать конюшню с каретной, а также кузницу. Там же планировался бар. Также со временем благоустроят территорию вокруг усадьбы и воссоздадут парк, который здесь когда-то был.

## Архитектура
Комплекс Святской резиденции графов Воловичей построен в стиле переходном от барокко к классицизму. По мнению известного польского историка искусства и философа Владислава Татаркевича дворец в Святске представляет собой «один из великолепнейших памятников польского классицизма».

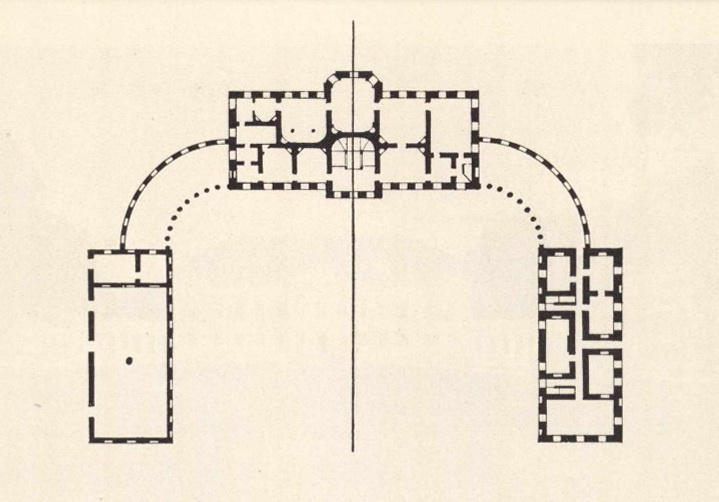
План Святского дворца перед реставрацией 30-х годов.
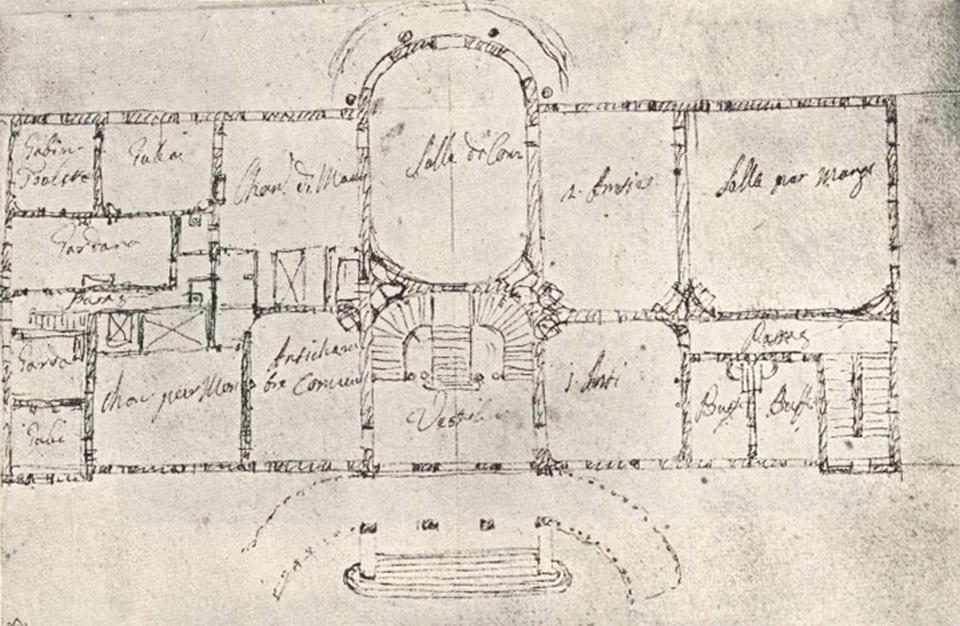
Проектный рисунок Святского дворца, автор Д. Сакко. XVIII век.
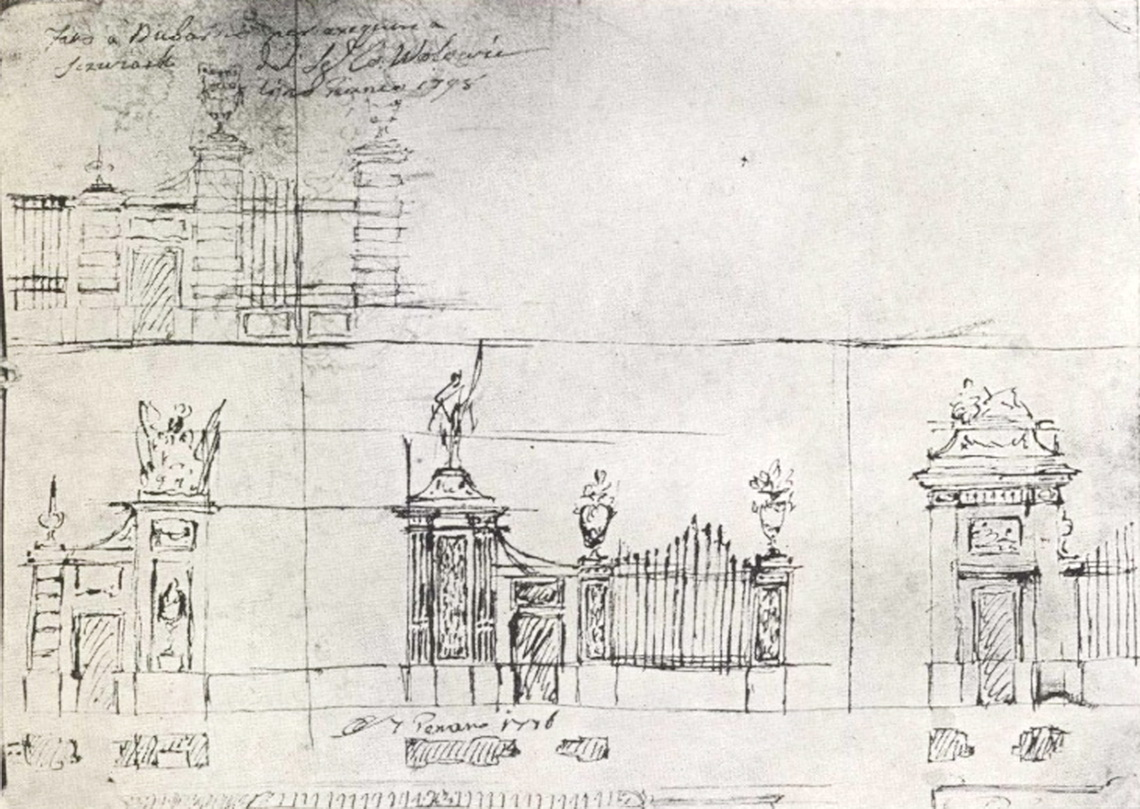
Проектный рисунок ворот и ограды Святского дворца, автор Д. Сакко. XVIII век.

### Экстерьер дворца
Двухэтажный главный корпус накрыт барочной ломаной крышей с мансардой. Парадный двор ограничивают два симметрично размещённых флигеля, присоединённые к дворцу галереями с колоннадами. Центр дворца выделен ризалитом, декорирован пилястрами ионического ордера и завершён треугольным фронтоном. Дворовый фасад имеет 5-гранный ризалит. Флигели обработаны рустом, декорированы филёнками. Окна флигелей обрамлены наличниками. По мнению Владислава Татаркевича, флигели могут иметь более позднее происхождение, чем главный корпус, и напоминают работы крупного польского зодчего-классициста Якуба Кубицкого. Это даёт основания предполагать, что Кубицкий был автором флигелей и аркад, или реконструировал постройки Сакко. В результате реконструкции 30-х годов галереи дворца были застеклены. Курдонёр дворца ограничен полукруглой оградой с воротами. Этот элемент создан в результате реставрации ХХI века, на основании одного из проектных рисунков, предположительно XVIII века.

Внешний вид дворца
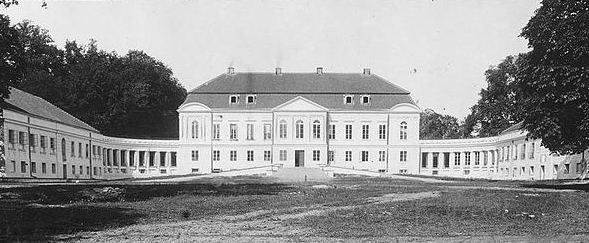
Дворец в 30-е годы XX века.
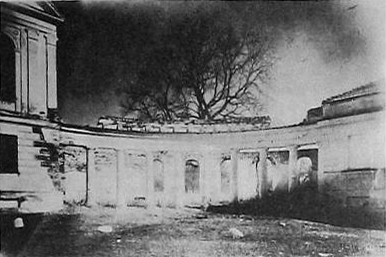
Галерея дворца до застекления  (первая половина XX века).
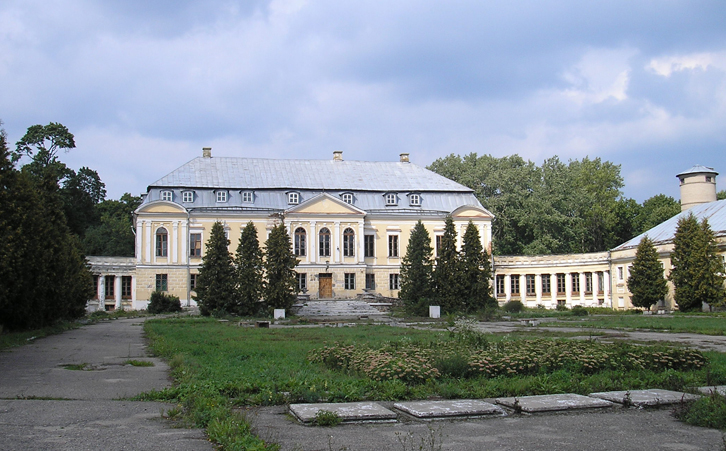
Дворец до реконструкции (2006 год).

### Интерьер дворца
Планировка первого этажа коридорная, второго анфиладная. Украшения комнат второго этажа Роман Афтанази считал «необычайно богатым внутренним оформлением». Центральное место в композиции интерьера занимает парадная лестница. Представительские помещения, разнообразной формы, сконцентрированы на втором этаже главного корпуса и богато украшены. В декоре использованы стукковые орнаменты, колоны, пилястры, порталы. Несохранившаяся меблировка дворца выполнялась по эскизам Джузеппе де Сакко. Стены покрывала обширная роспись в технике гризайль. Её авторами считаются художники Шимон Маньковский и Франтишек Смуглевич, второй из которых являлся крупнейшим представителей виленской школы живописи. По другим данным, оформителем интерьера мог быть брат Ф. Смуглевича Антоний Смуглевич.
В левом флигеле изначально помещался манеж.

Помещения резиденции
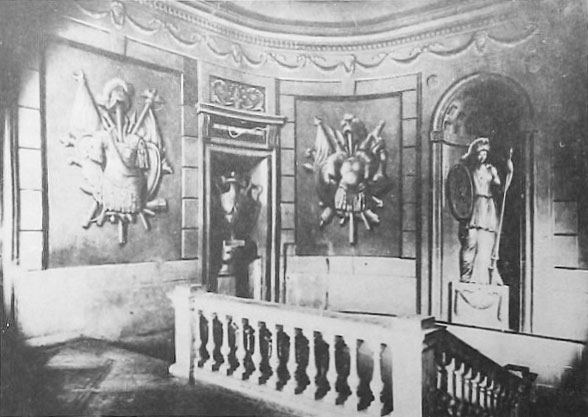
Парадная лестница в первой половине XX века.
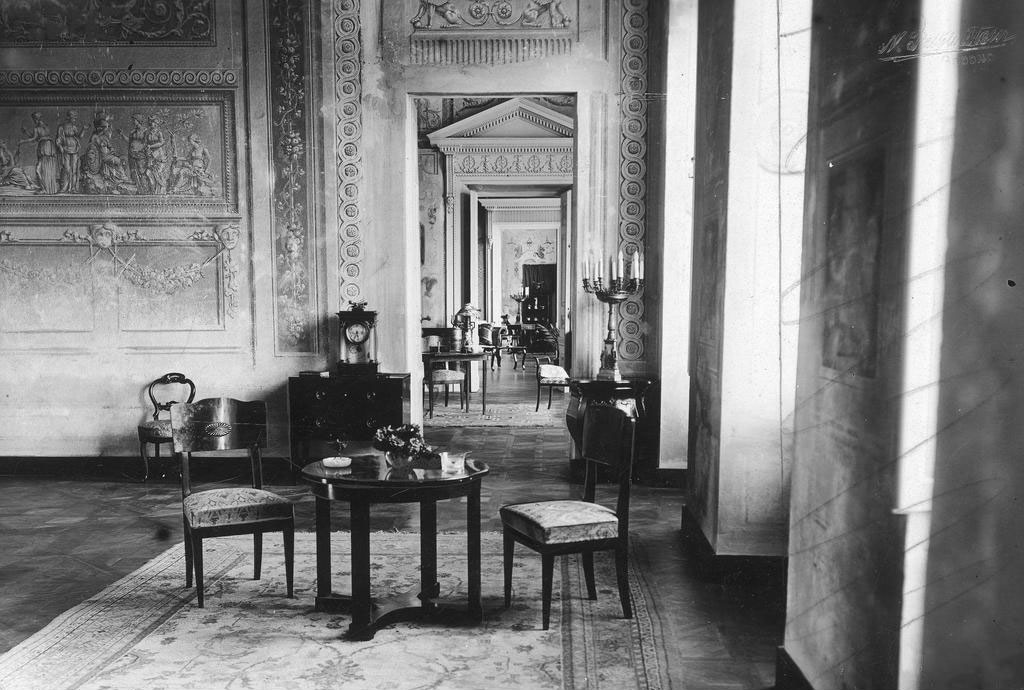
Анфилада дворца в первой половине XX века.

### Каплица Божьего Милосердия

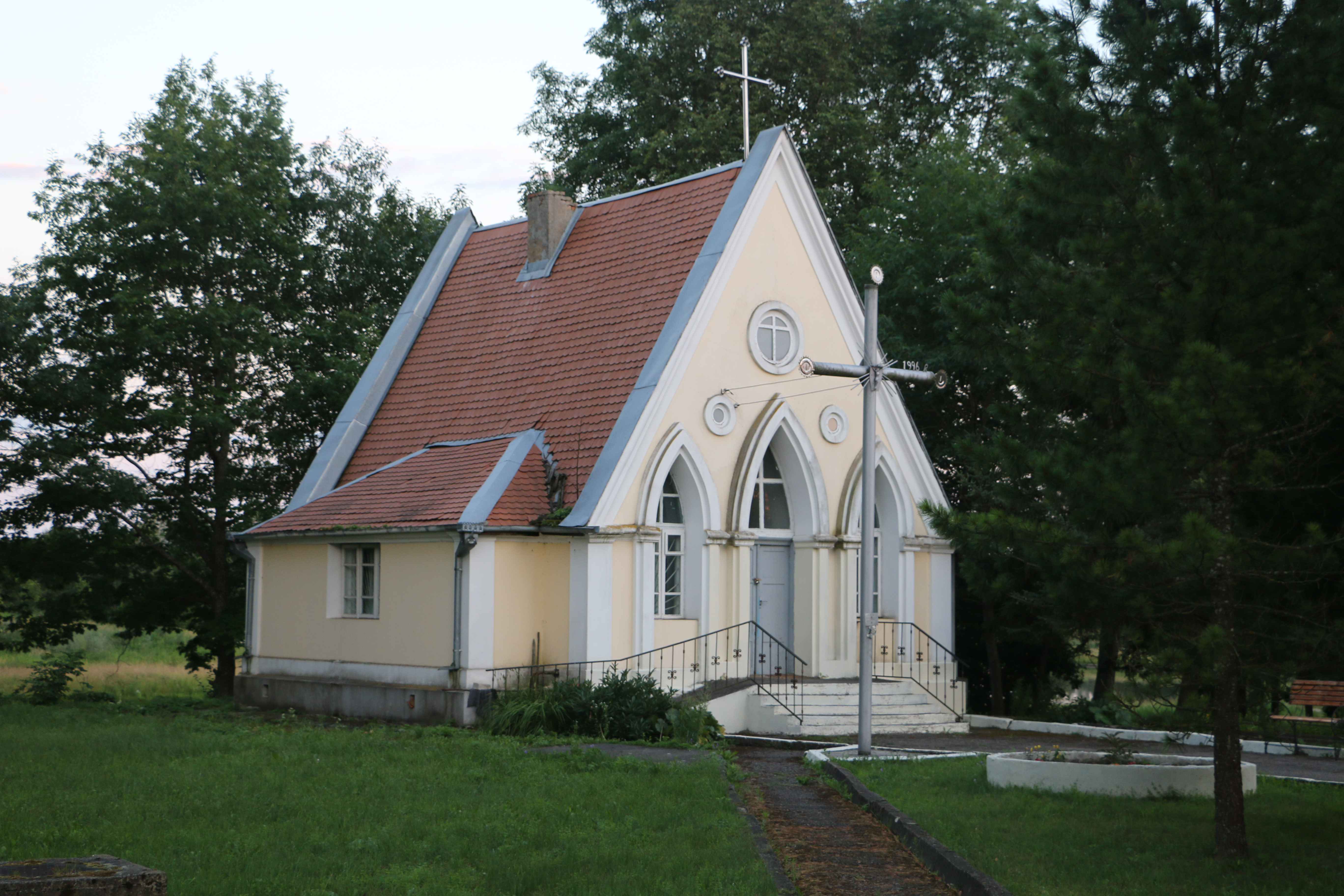
Дворцовая каплица в 2016 году.

Неподалёку от главного здания, на берегу пруда, размещена каплица (часовня) в стиле неоготики, которая представляет собой небольшой прямоугольный храм с остроконечными порталом и окнами. В щите каплицы размещены круглые окна. В центральном окне ранее помещался круглый циферблат часов. Храм датируется XIX веком.

### Хозпостройки
Со стороны восточного флигеля находится длинная (более 110 метров) хозпостройка XIX века. В строительстве здания использован бутовый камень. В результате реконструкции 2020-х годов в здании разместили учреждение общепита.

## Парк
Заложен в конце XVIII начале XIX века. Пейзажная композиция парка включает сложную систему водоёмов, расположенных на разных уровнях. В советское время парк являлся памятником природы республиканского значения.Согласно энциклопедическому справочнику «Гродно» 1989 года в тот период в парке произрастало более 30-ти видов деревьев, в том числе экзотические дугласии. После реконструкции XXI века в планировке появились новые регулярные элементы характерные для французского парка. При этом подобные черты святский парк имел и ранее, фактически сочетая в себе детали, как английских, так и французских парков.

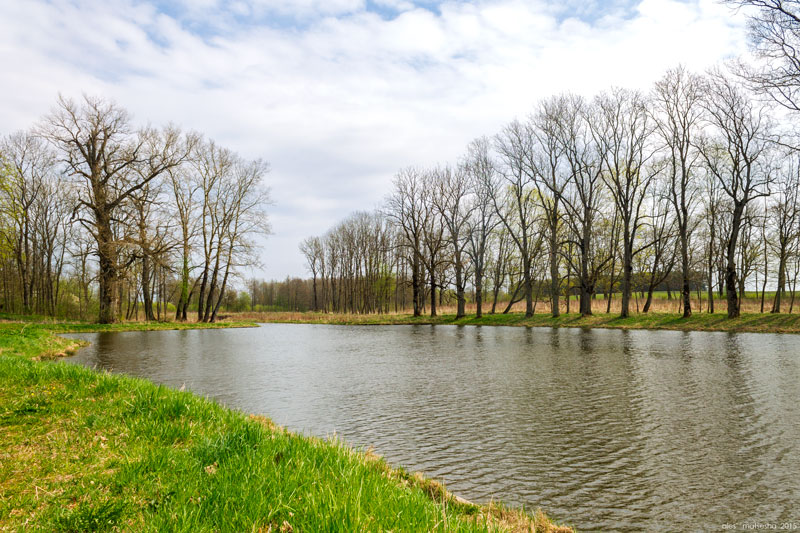
Один из прудов парка.

## Легенда о призраке дворца

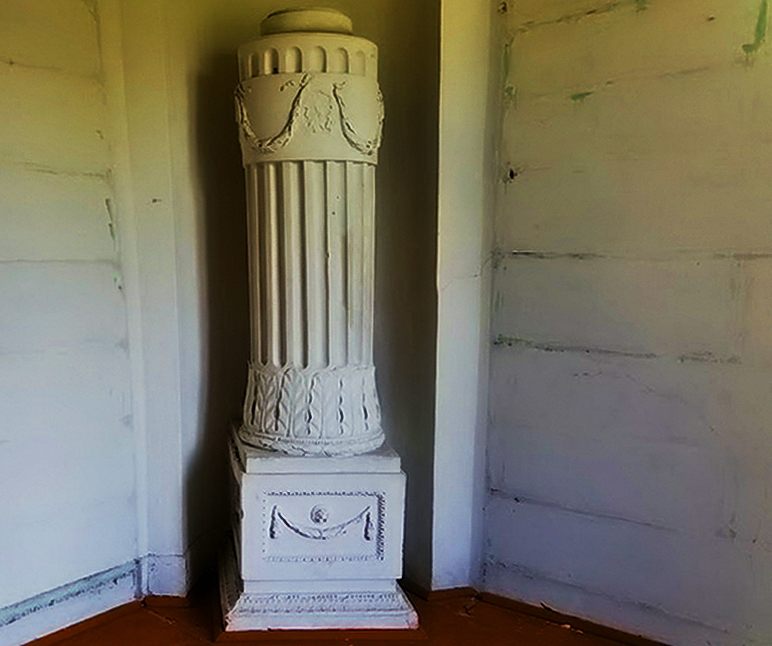
Колонна дворца, в которой якобы замурована дочка графа Воловича. На самом деле т. н. колонна представляет собой печь.

По легенде, один из Воловичей узнал о любви своей дочери и кого-то из слуг. После этого слуга якобы был убит людьми Воловича, а дочь аристократа замурована в одной из колон дворца. Согласно легенде, призрак девушки иногда показывается посетителям графской резиденции.